# 加利福尼亞州財政部長
加利福尼亞州財政部長是美國加利福尼亞州政府行政部門的憲法官員。自加利福尼亞州建州以來，已有35人擔任州財政部長一職。現任者是民主黨員馬世雲。 加利福尼亞州財政部長的辦公室在沙加緬度。 

## 外部連結
- 官方网站